# Église Santi Gioacchino e Anna alle Quattro Fontane
L'église Santi Gioacchino e Anna alle Quattro Fontane (en français : Saints-Joachim-et-Anne-aux-Quatre-Fontaines) est une église romaine située dans le rione de Monti dans la via del Quirinale. Elle est dédiée aux parents de Marie Joachim et Anne et est désormais déconsacrée.

## Historique
L'église est construite dans le premier quart du XVIIe siècle à côté de l'église San Carlo alle Quattro Fontane. Elle est consacrée le 9 novembre 1611.
Tout comme sa voisine allouée à l'ordre espagnol des Trinitaires déchaux, elle est édifiée pour l'Ordre des Carmes déchaux qui l'occupent jusqu'à l'arrivée des troupes napoléoniennes en 1809. Le roi d'Espagne Charles IV et son épouse Marie-Louise l'achètent et la donnent, avec l'accord du pape Pie VII, à l'ordre des Adoratrices perpétuelles du Saint-Sacrement qui cependant la laissent en 1839 pour s'installer à l'église Santa Maria Maddalena al Quirinale voisine.
En 1846, l'église est donnée au collège pontifical belge à Rome qui l'occupe jusqu'en 1972 avant son transfert à la maison généralice des Frères de la Charité en raison de l'érosion de ses effectifs (moins d'une dizaine d'étudiants). Elle est par la suite déconsacrée.

## Architecture et ornements
L'église est l'œuvre des architectes Paolo Maruscelli (it) et Alessandro Sbrenchio. Elle présente un plan de croix grecque avec une petite coupole et une façade de style baroque.
Elle accueille des sépultures des zouaves pontificaux belges et a été le lieu d'inhumation du cardinal Gil Carrillo de Albornoz avant son transfert en Espagne dans l'église de l'Incarnation de Talavera de la Reina.